# 小山善光寺
小山善光寺（こやまぜんこうじ）は、大阪府藤井寺市にある浄土宗の寺院。別名に元善光寺。信濃善光寺の元祖。

## 略縁起
天正年間まで城山古墳の後円部外側に接する小字名善光寺屋敷址といわれる位置にあったが、天正年間織田信長の河内小山城攻めの折、小山城と共に戦火をうける。堂舎焼失後、西誉宗珍によって慶長年間（江戸時代初期）になって現在地に移転再建される。小山善光寺は南面山無量壽院善光寺と称し、本田善光の伝説を持っている。その内容としては、推古天皇の御代若使主東人（オカオミアズマビト）本田善光が信州に帰国する途中、難波の堀江で一光三尊仏を拾ってこれを背負って小山の里の隆聖法師の庵に宿泊した。法師はその仏像をまつらせてほしいと善光に所望したが一体しかないので二人で三日三晩にわたり念仏したところ第三日目に一光三尊仏が二体になったので隆聖法師はその一体を入手して本尊とし河内小山に一寺を建立した。本田善光は他の一体を背負って信濃に帰り信濃の善光寺の本尊とした。日本で最初に建立されたので日本最初の善光寺と称するようになった。

## 河州小山善光寺ご詠歌
弥陀仏の 世界をたずね 聞きたくば いそげ小山の 善光（よしみつ）寺

## アクセス
近鉄南大阪線藤井寺駅徒歩10分